# Final do Grand Prix de Patinação Artística no Gelo de 2000–01
A Final do Grand Prix de Patinação Artística no Gelo de 2000–01 foi a sexta edição da competição, um evento anual de patinação artística no gelo organizado pela União Internacional de Patinação (em inglês:  International Skating Union), e o evento final do Grand Prix de 2000–01. Os patinadores se qualificaram para essa competição através de outras seis competições: Trophée Lalique, NHK Trophy, Cup of Russia, Sparkassen Cup on Ice, Skate America e Skate Canada International. A competição foi disputada entre os dias 15 de fevereiro e 18 de fevereiro de 2001, na cidade de Tóquio, Japão.

## Eventos
- Individual masculino
- Individual feminino
- Duplas
- Dança no gelo

## Medalhistas
| Evento                        | Ouro                                             | Prata                                          | Bronze                                           |
| Individual masculino detalhes | Evgeni Plushenko · Rússia                        | Alexei Yagudin · Rússia                        | Matthew Savoie · Estados Unidos                  |
| Individual feminino detalhes  | Irina Slutskaya · Rússia                         | Michelle Kwan · Estados Unidos                 | Sarah Hughes · Estados Unidos                    |
| Duplas detalhes               | Jamie Sale · David Pelletier · Canadá            | Elena Berezhnaya · Anton Sikharulidze · Rússia | Shen Xue · Zhao Hongbo · China                   |
| Dança no gelo detalhes        | Barbara Fusar-Poli · Maurizio Margaglio · Itália | Irina Lobacheva · Ilia Averbukh · Rússia       | Margarita Drobiazko · Povilas Vanagas · Lituânia |

## Resultados

### Individual masculino
| Pos.              | Nome              | Nacionalidade  | Pontos | PC | PL |
| ----------------- | ----------------- | -------------- | ------ | -- | -- |
| Medalha de ouro   | Evgeni Plushenko  | Rússia         | 2.0    | 2  | 1  |
| Medalha de prata  | Alexei Yagudin    | Rússia         | 2.5    | 1  | 2  |
| Medalha de bronze | Matthew Savoie    | Estados Unidos | 4.5    | 3  | 3  |
| 4                 | Ilia Klimkin      | Rússia         | 7.0    | 6  | 4  |
| 5                 | Timothy Goebel    | Estados Unidos | 7.5    | 5  | 5  |
| 6                 | Stanick Jeannette | França         | 8.0    | 4  | 6  |

### Individual feminino
| Pos.              | Nome             | Nacionalidade  | Pontos | PC | PL |
| ----------------- | ---------------- | -------------- | ------ | -- | -- |
| Medalha de ouro   | Irina Slutskaya  | Rússia         | 1.5    | 1  | 1  |
| Medalha de prata  | Michelle Kwan    | Estados Unidos | 3.0    | 2  | 2  |
| Medalha de bronze | Sarah Hughes     | Estados Unidos | 5.5    | 5  | 3  |
| 4                 | Maria Butyrskaya | Rússia         | 5.5    | 3  | 4  |
| 5                 | Tatiana Malinina | Uzbequistão    | 8.0    | 6  | 5  |
| 6                 | Elena Sokolova   | Rússia         | 8.0    | 4  | 6  |

### Duplas
| Pos.              | Nome                                  | Nacionalidade | Pontos | PC | PL |
| ----------------- | ------------------------------------- | ------------- | ------ | -- | -- |
| Medalha de ouro   | Jamie Salé / David Pelletier          | Canadá        | 2.0    | 2  | 1  |
| Medalha de prata  | Elena Berezhnaya / Anton Sikharulidze | Rússia        | 2.5    | 1  | 2  |
| Medalha de bronze | Shen Xue / Zhao Hongbo                | China         | 4.5    | 3  | 3  |
| 4                 | Dorota Zagórska / Mariusz Siudek      | Polônia       | 6.5    | 5  | 4  |
| 5                 | Sarah Abitbol / Stéphane Bernadis     | França        | 8.0    | 6  | 5  |
| 6                 | Maria Petrova / Alexei Tikhonov       | Rússia        | 8.0    | 4  | 6  |

### Dança no gelo
| Pos.              | Nome                                    | Nacionalidade | Pontos | DO | DL |
| ----------------- | --------------------------------------- | ------------- | ------ | -- | -- |
| Medalha de ouro   | Barbara Fusar-Poli / Maurizio Margaglio | Itália        | 1.0    | 1  | 1  |
| Medalha de prata  | Irina Lobacheva / Ilia Averbukh         | Rússia        | 2.0    | 2  | 2  |
| Medalha de bronze | Margarita Drobiazko / Povilas Vanagas   | Lituânia      | 3.6    | 3  | 4  |
| 4                 | Galit Chait / Sergei Sakhnovski         | Israel        | 3.4    | 4  | 3  |
| 5                 | Kati Winkler / René Lohse               | Alemanha      | 5.0    | 5  | 5  |
| 6                 | Marie-France Dubreuil / Patrice Lauzon  | Canadá        | 6.0    | 6  | 6  |

## Quadro de medalhas
| Ordem | País           | Medalha de ouro | Medalha de prata | Medalha de bronze |    | Ordem por total |
| ----- | -------------- | --------------- | ---------------- | ----------------- | -- | --------------- |
| 1     | Rússia         | 2               | 3                |                   | 5  | 1               |
| 2     | Canadá         | 1               |                  |                   | 1  | 3               |
| 2     | Itália         | 1               |                  |                   | 1  | 3               |
| 4     | Estados Unidos |                 | 1                | 2                 | 3  | 2               |
| 5     | China          |                 |                  | 1                 | 1  | 3               |
| 5     | Lituânia       |                 |                  | 1                 | 1  | 3               |
| TOTAL | TOTAL          | 4               | 4                | 4                 | 12 | —               |